# Premi Ridenhour
I Premi Ridenhour comprendono ricompense in quattro categorie e sono assegnati ogni anno a coloro "che perseverano in  atti di 'truth-telling' che proteggono l'interesse pubblico, promuovono la giustizia sociale, o illuminano una visione più giusta della società". I premi sono conferiti dal The Nation Institute e dalla Fondazione Fertel in onore di Ron Ridenhour, il veterano della guerra del Vietnam che raccontò del Massacro di My Lai. Ogni premio comporta un sussidio di 10000$. I premi furono assegnati per la prima volta nel 2004.
Le categorie di riconoscimenti sono:
- Il Ridenhour Courage Prize
- Il Ridenhour Book Prize
- Il Ridenhour Truth-Telling Prize
- Il Ridenhour Documentary Film Prize (dal 2011)

## Vincitori delle scorse edizioni

### Ridenhour Courage Prize
- 2004: Daniel Ellsberg
- 2005: Seymour Hersh
- 2006: Gloria Steinem
- 2007: Jimmy Carter
- 2008: Bill Moyers
- 2009: Bob Herbert
- 2010: Howard Zinn (postumo)
- 2011: Russ Feingold
- 2012: John Lewis
- 2013: James Hansen
- 2014: Frederick A.O. Schwarz, Jr.
- 2015: James Risen
- 2016: Jamie Kalven

### Ridenhour Book Prize
- 2004: Deborah Scroggins, per Emma's War: An Aid Worker, Radical Islam, and the Politics of Oil – A True Story of Love and Death in the Sudan
- 2005: Adrian Nicole LeBlanc, per Random Family: Love, Drugs, Trouble, and Coming of Age in the Bronx
- 2006: Anthony Shadid, per Night Draws Near: Iraq's People in the Shadow of America's War
- 2007: Rajiv Chandrasekaran, per Imperial Life in the Emerald City: Inside Iraq's Green Zone,
- 2008: James Scurlock, per Maxed Out: Hard Times in the Age of Easy Credit
- 2009: Jane Mayer, per The Dark Side: The Inside Story of How the War on Terror Turned Into A War on American Ideals
- 2010: Joe Sacco, per Footnotes in Gaza
- 2011: Wendell Potter, per Deadly Spin: An Insurance Company Insider Speaks Out on How Corporate PR is Killing Healthcare and Deceiving Americans
- 2012: Ali H. Soufan, per The Black Banners: The Inside Story of 9/11 and the War Against al‐Qaeda
- 2013: Seth Rosenfeld, per Subversives: The FBI's War on Student Radicals, and Reagan's Rise to Power
- 2014: Sheri Fink, per Five Days at Memorial: Life and Death in a Storm-Ravaged Hospital
- 2015: Anand Gopal, per No Good Men Among the Living: America, the Taliban, and the War Through Afghan Eyes
- 2016: Jill Leovy, per Ghettoside: A True Story of Murder in America

### Ridenhour Truth-Telling Prize
- 2004: Joseph Wilson
- 2005: Kristen Breitweiser
- 2006: Rick S. Piltz
- 2007: Donald Vance
- 2008: Matthew Diaz
- 2009: Thomas Tamm
- 2010: Matthew Hoh
- 2011: Thomas Andrews Drake
- 2012: Eileen Foster e Daniel Davis
- 2013: Jose Antonio Vargas
- 2014: Edward Snowden e Laura Poitras
- 2015: Aicha Elbasri
- 2016: Mona Hanna-Attisha

### Ridenhour Documentary Film Prize
- 2011: Julia Bacha, Ronit Avni e Rula Salameh, per Budrus
- 2012: Rachel Libert e Tony Hardmon, per Semper Fi: Always Faithful
- 2013: Kirby Dick e Amy Ziering, per The Invisible War[1]
- 2014: Dawn Porter, per Gideon's Army
- 2015: Laura Poitras, per Citizenfour
- 2016: Joshua Oppenheimer, per The Look of Silence

### Premio speciale Ridenhour per essersi distinti nella documentazione giornalistica
- 2009: Nick Turse